# Antebellum-architectuur

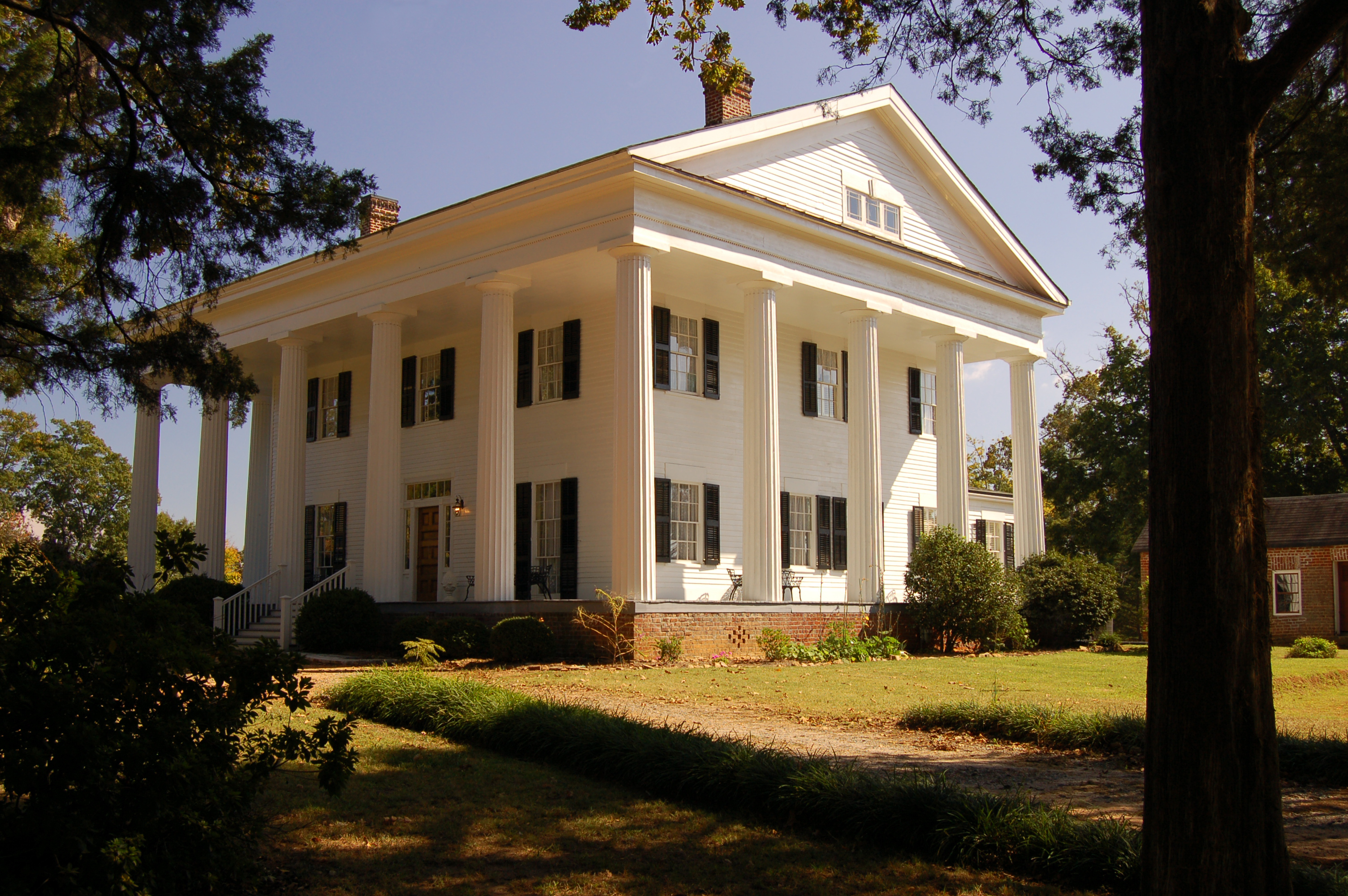
Barrington Hall is een klassiek voorbeeld van de Antebellum-architectuur

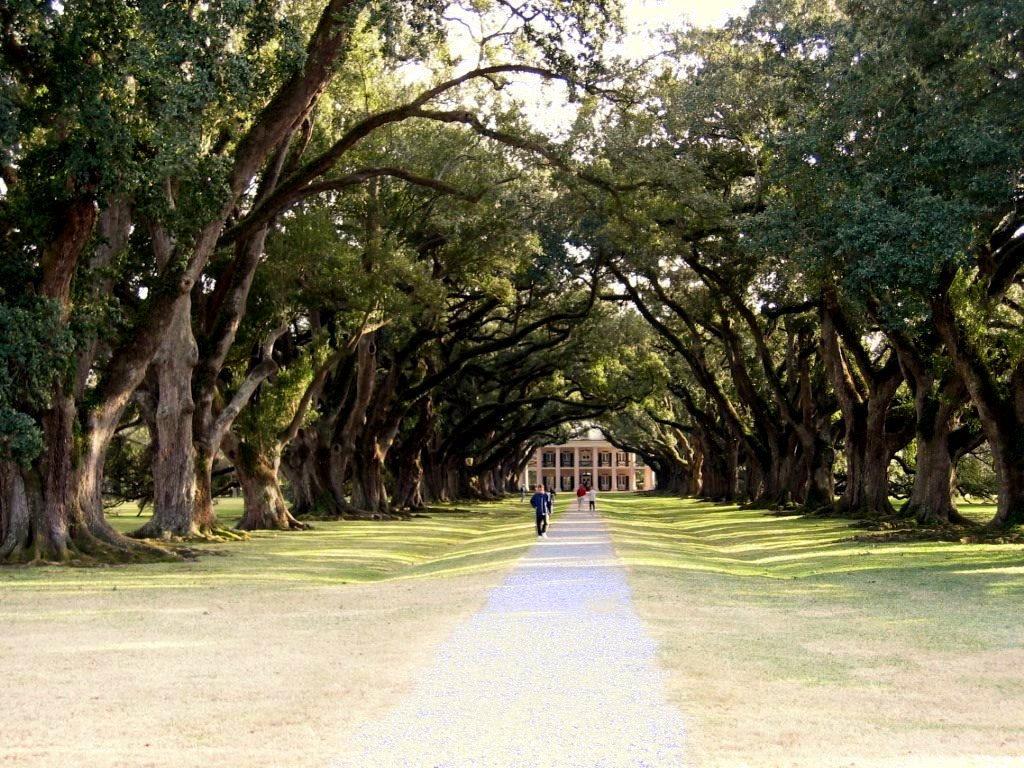
De bekende met eiken beplante oprit van de Oak Alley Plantation

Antebellum-architectuur (van het Latijnse ante bellum: voor de oorlog) is een term die betrekking heeft op de bouwwerken in het zuiden van de Verenigde Staten uit de periode na de onafhankelijkheid en voor het begin van de Amerikaanse Burgeroorlog. Concreet gaat het meestal om landhuizen en plantages die in de stijl van het neoclassicistische, Greek Revival of Georgian Revival gebouwd zijn.
Deze landhuizen komen met name voor in de staten van het Diepe Zuiden: Georgia, Louisiana, Mississippi, Alabama en South Carolina. Veel van deze huizen zijn tegenwoordig musea.

## Stijl
Deze landhuizen hebben van bovenaf gezien vaak een rechthoekige vorm, eventueel met zijvleugels. De vaak symmetrische gevels worden gekenmerkt door grote klassieke portico's met grote pilaren en balkons die langs de hele voor- en achtergevel en soms zelfs helemaal rondom lopen. Op deze manier werd voor schaduw, koelte en overdekte zitplaatsen gezorgd. De binnenkant was ook groots opgezet met een wijd en open trappenhuis, een eetzaal en eventueel een balzaal. Of het huis nou van hout of van steen was gemaakt, de meeste huizen waren wit, ook van binnen. Bij zo'n geometrisch landhuis hoorde dan ook een geometrische tuin.

## Enkele voorbeelden

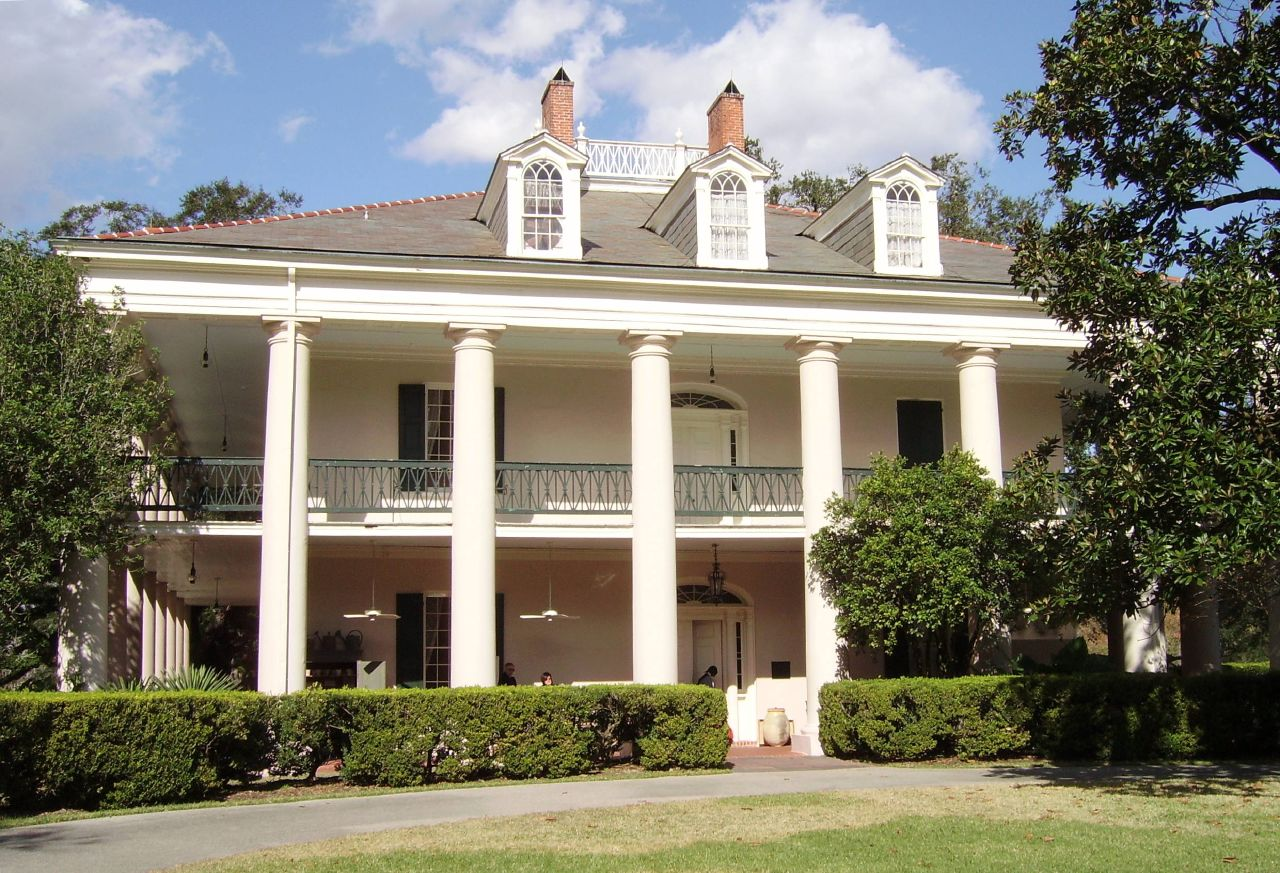
Oak Alley Plantation, St. James Parish (Louisiana)
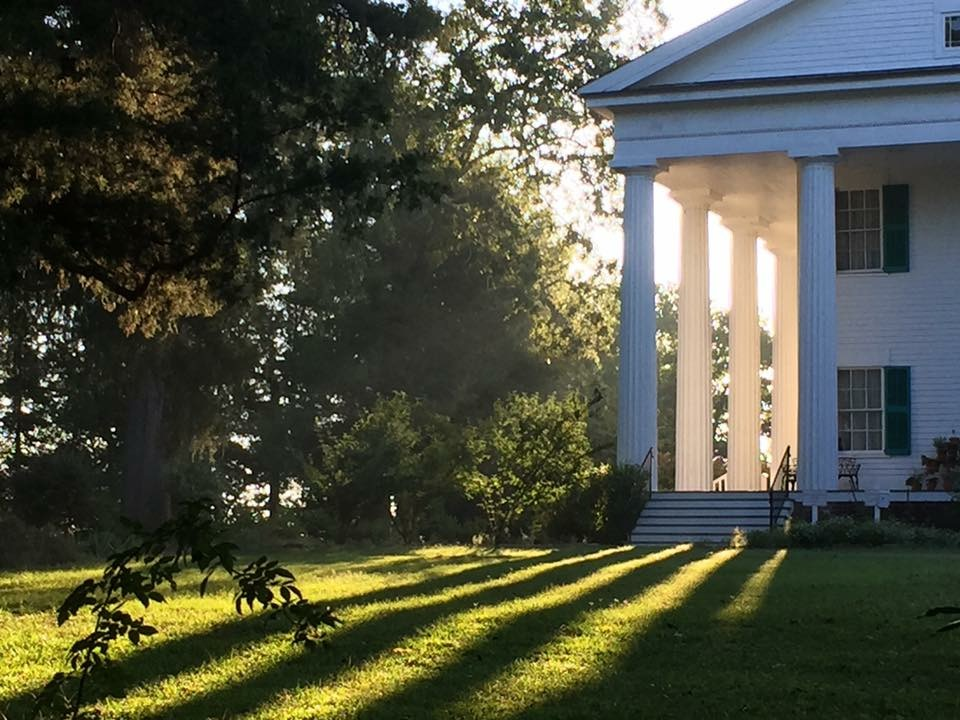
Barrington Hall, Roswell (Georgia)
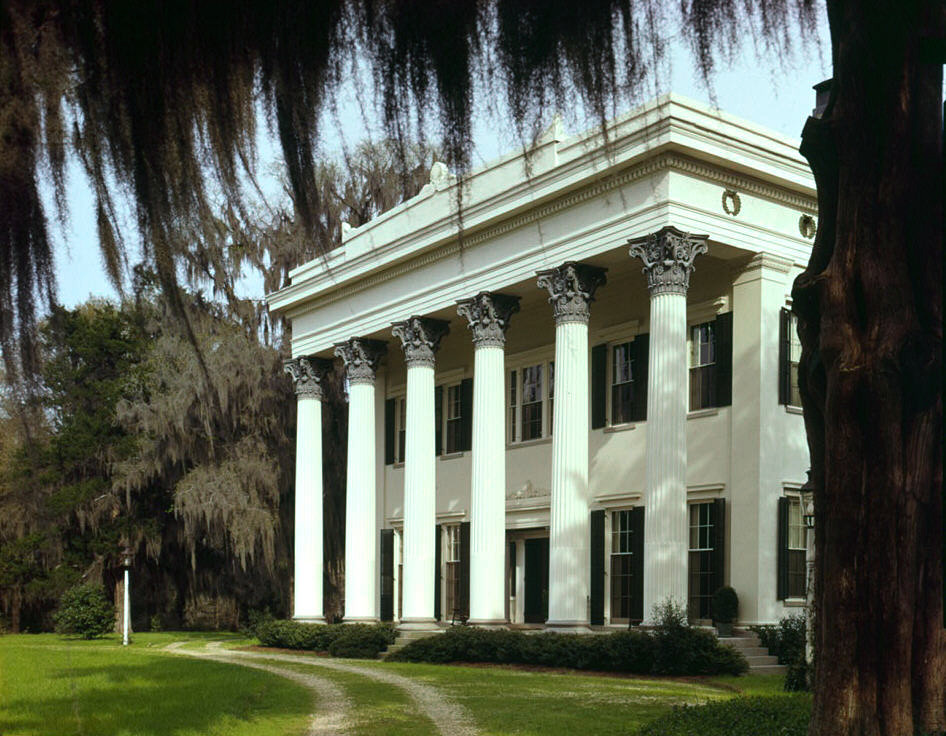
Millford Plantation, Pinewood (South Carolina)
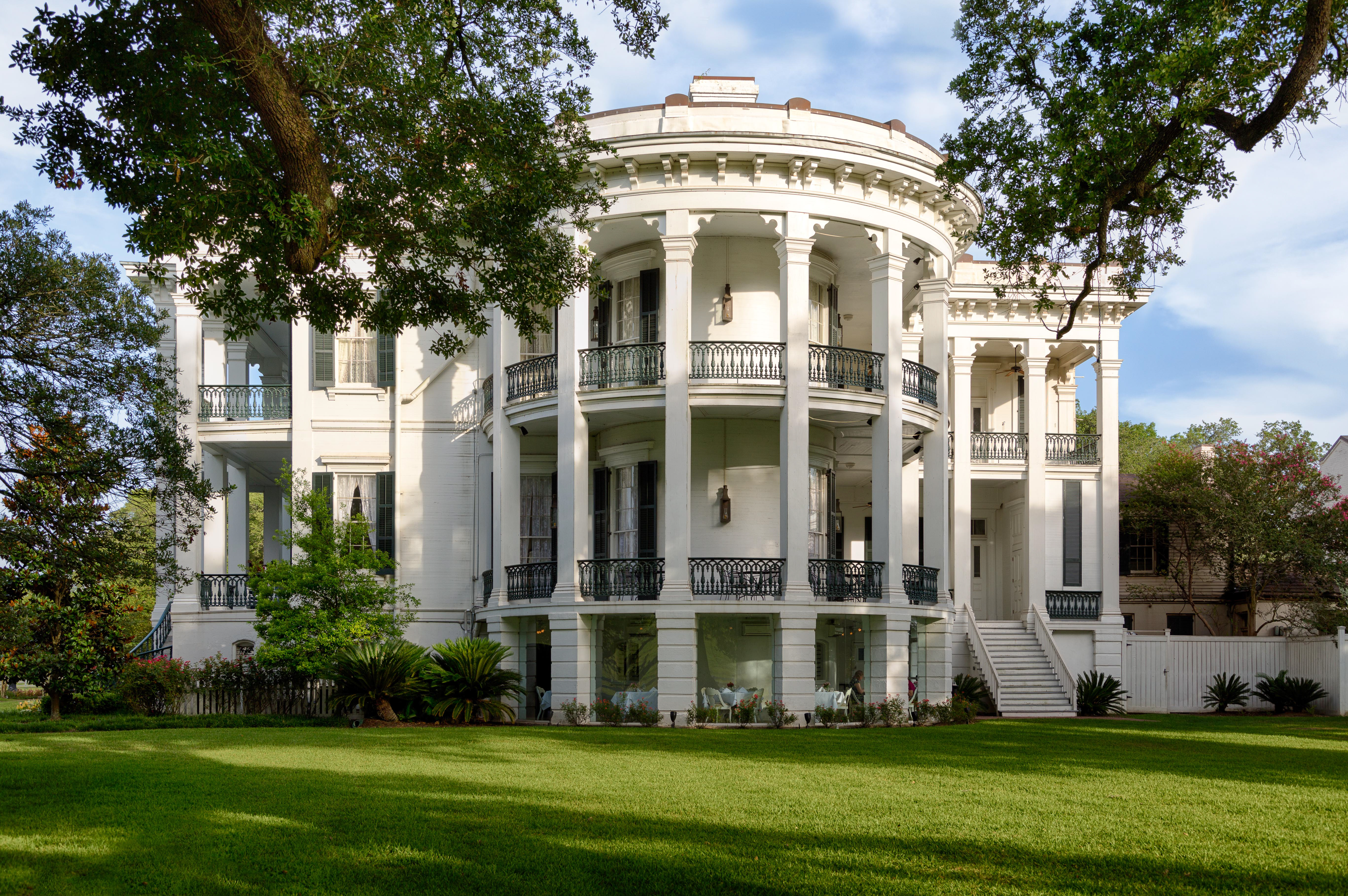
Nottoway Plantation, White Castle (Louisiana)
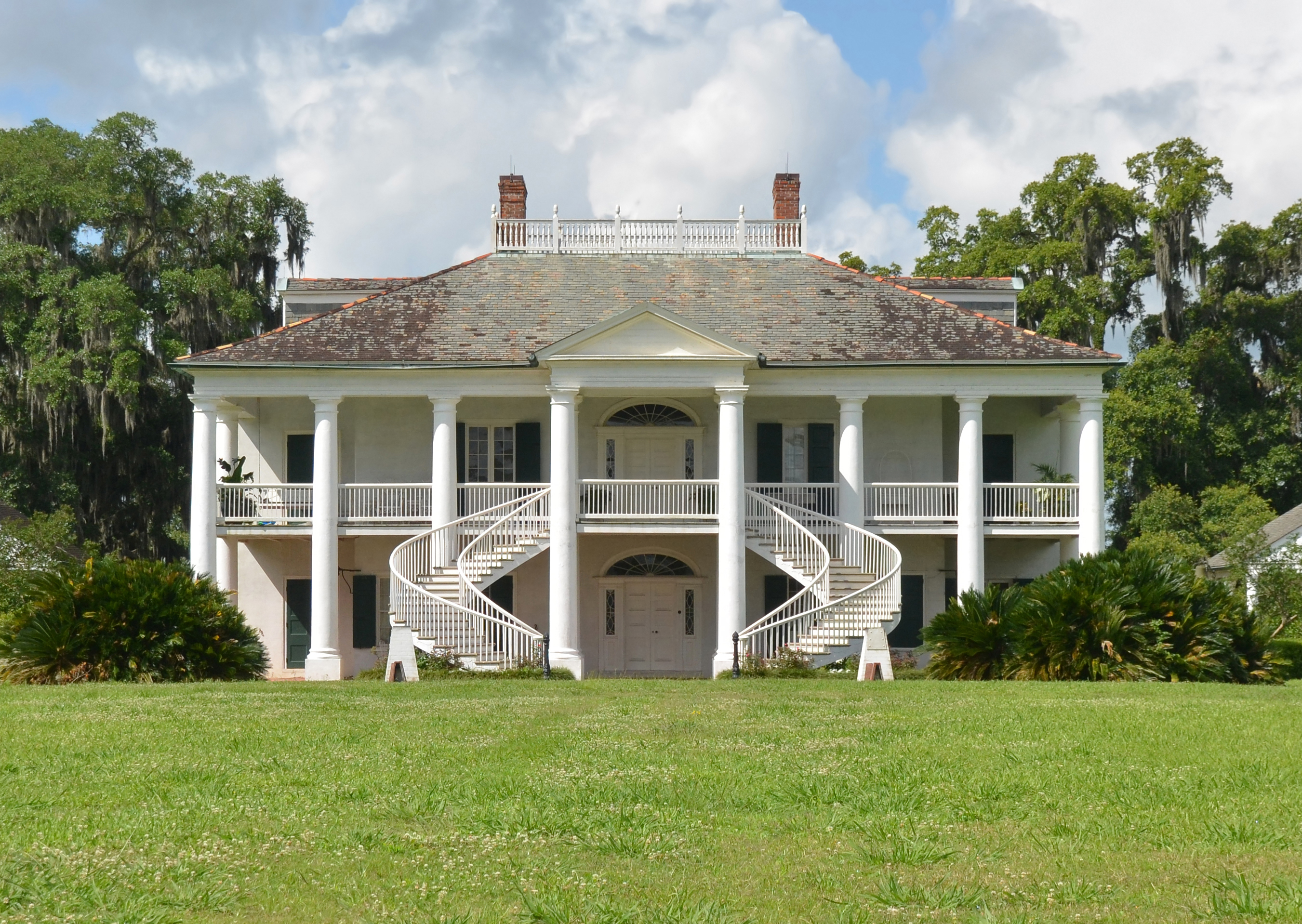
Evergreen Plantation, Wallace (Louisiana)
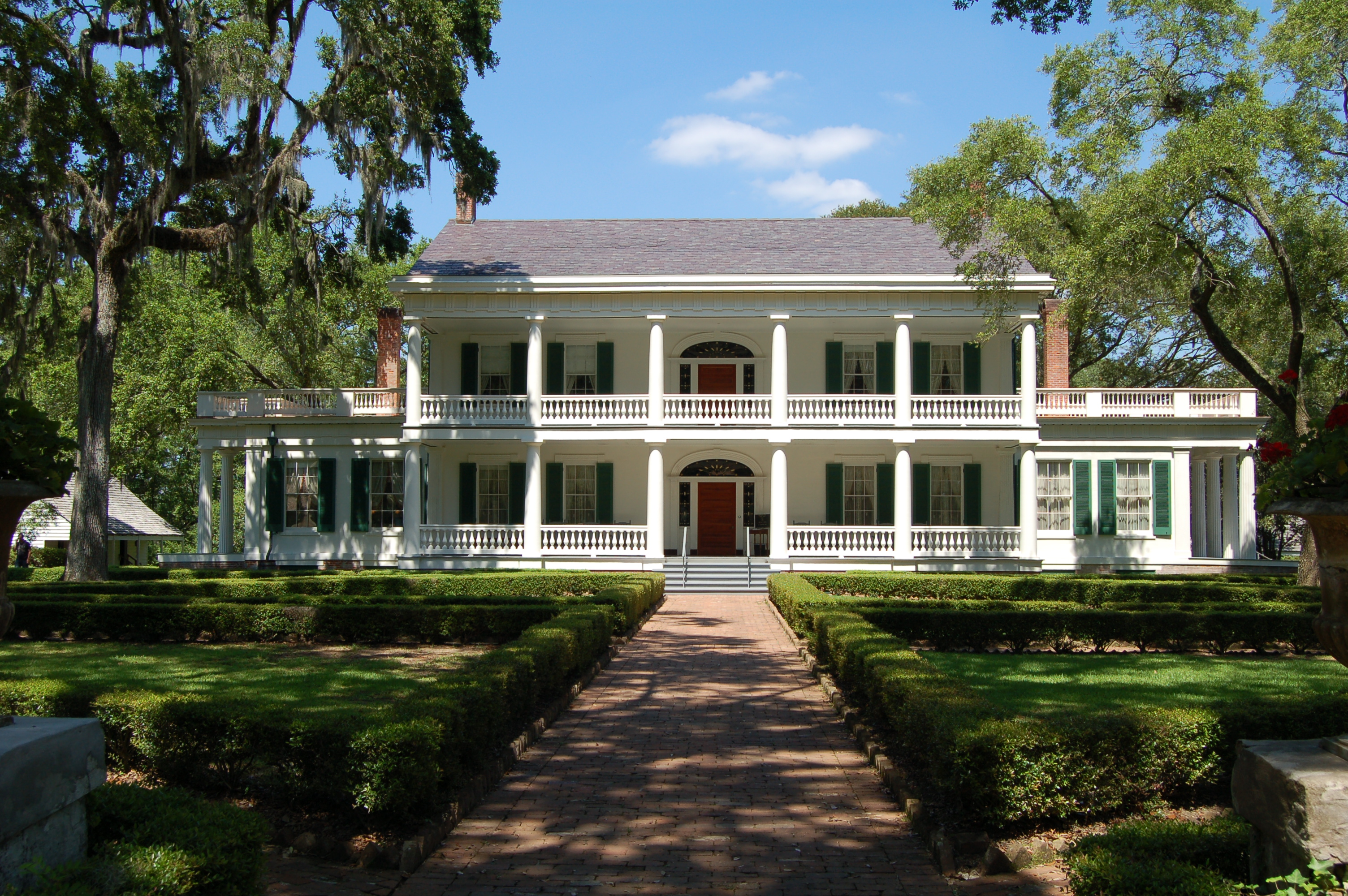
Rosedown Plantation, St. Francisville (Louisiana)
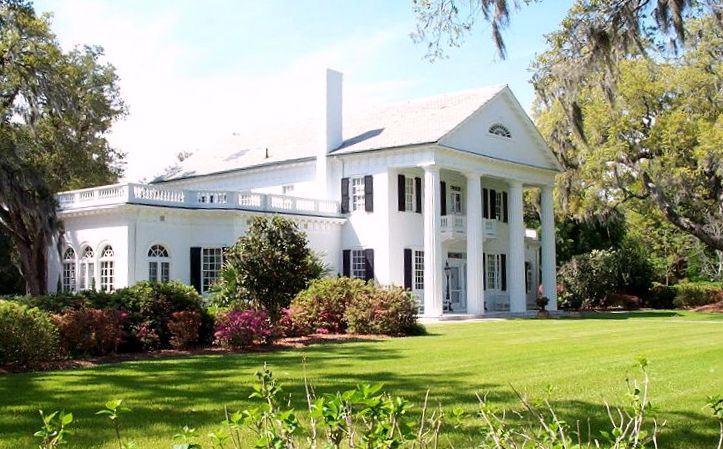
Orton Plantation, Brunswick County (North Carolina)
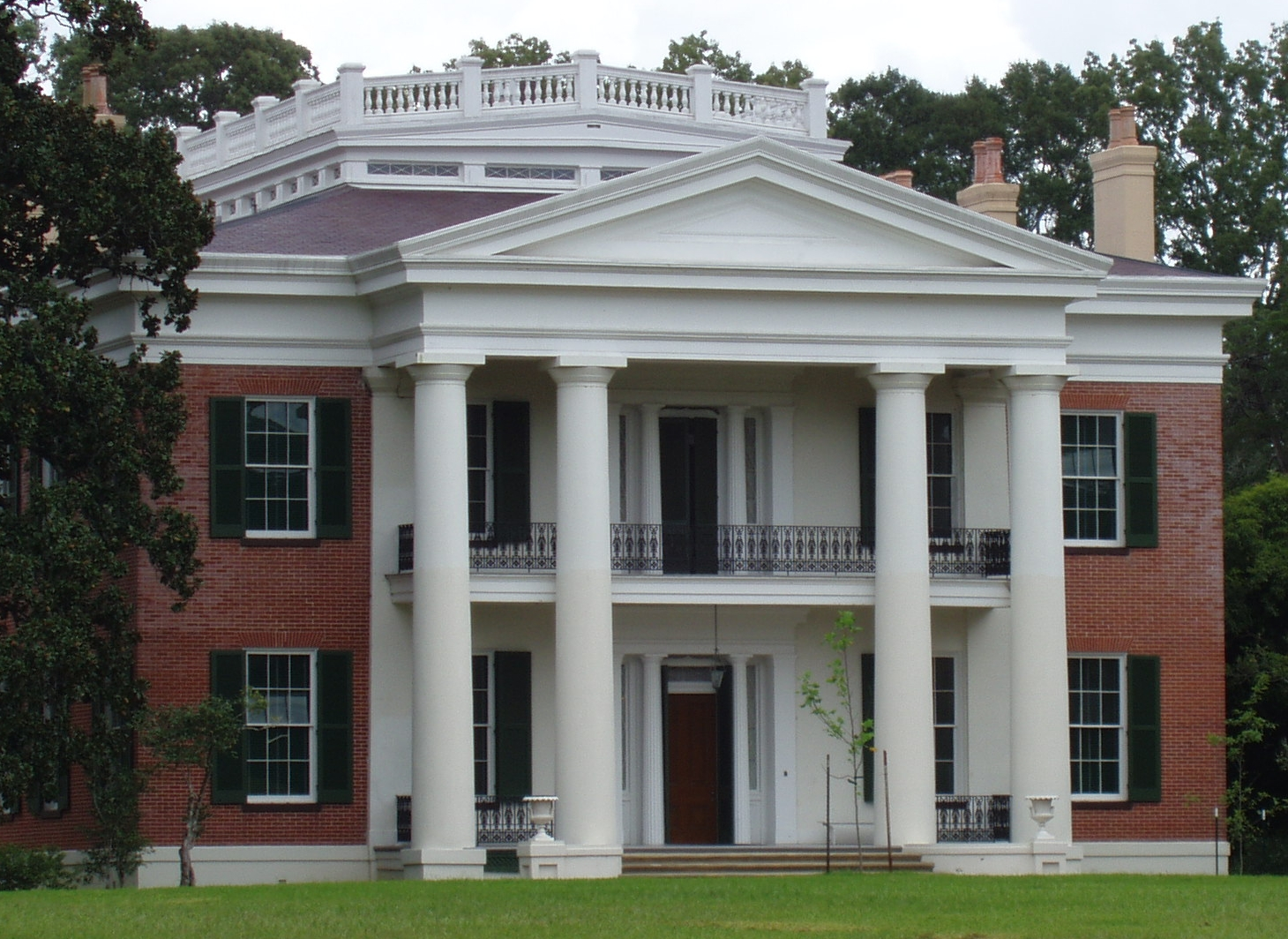
Melrose, Natchez (Mississippi)
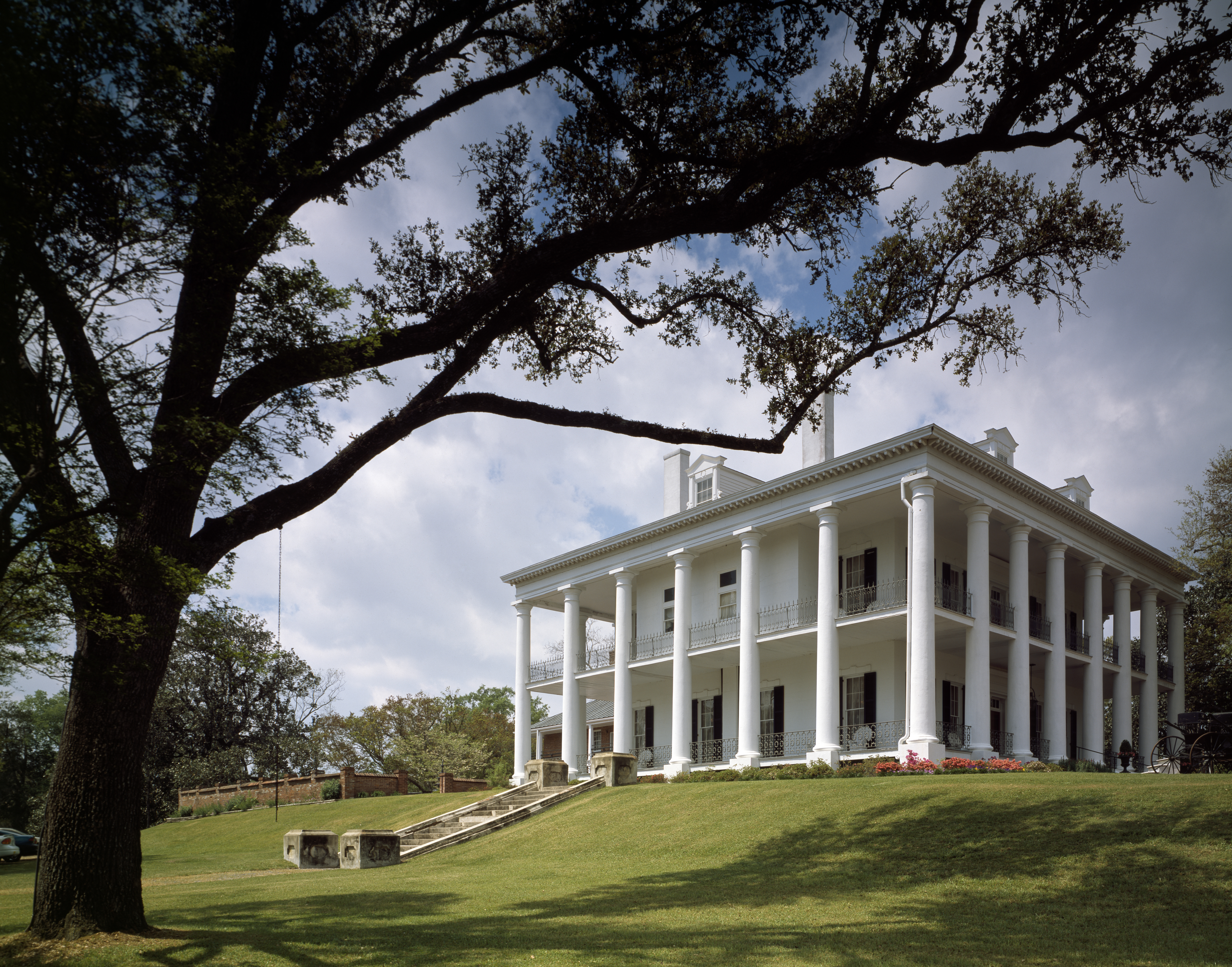
Dunleith, Natchez (Mississippi)
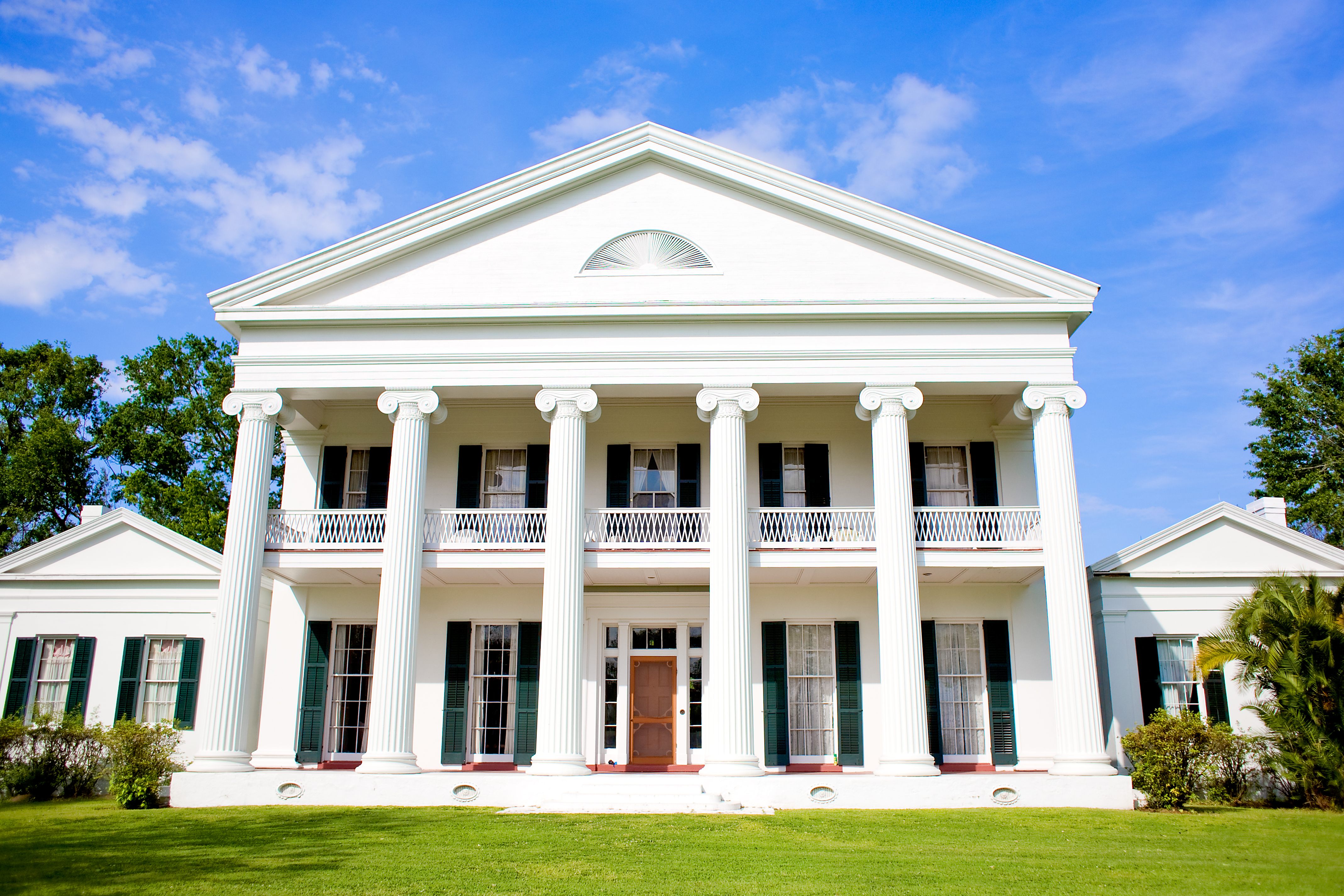
Madewood Plantation House, Napoleonville (Louisiana)